# نظرآباد (سلماس)
نظرآباد، روستایی است از توابع بخش کوهسار و در شهرستان سلماس استان آذربایجان غربی ایران.

## جمعیت
این روستا در دهستان شناتال قرار داشته و بر اساس سرشماری سال ۱۳۸۵ جمعیت آن ۶۱۹نفر (۱۰۷ خانوار) 
بوده‌است.